# Hasan Turkumani
Hasan Turkumani (ur. 1935 w Aleppo, zm. 18 lipca 2012 w Damaszku) – syryjski wojskowy i polityk, minister obrony Syrii w latach 2004–2009.

## Życiorys
Pochodził z rodziny sunnickiej. W 1956 ukończył Akademię Wojskową w Hims, specjalizując się w artylerii. W czasie wojny Jom Kipur dowodził 9 dywizją piechoty zmechanizowanej. Brał również udział w syryjskiej interwencji w czasie wojny domowej w Libanie. Jest autorem kilku publikacji książkowych poświęconych wojskowości.
Wieloletni członek partii Baas.
Jako jeden z nielicznych sunnitów zajmował wysokie stanowiska w zdominowanych przez alawitów syryjskich siłach zbrojnych i służbach bezpieczeństwa. W 1978 został awansowany do stopnia generalskiego, zaś w 2002 objął stanowisko szefa sztabu armii syryjskiej. W 2004 wszedł do rządu Syrii jako minister obrony, zastępując na tym stanowisku Mustafę Talasa, jednego z najbliższych współpracowników Hafiza al-Asada, kierującego resortem obrony od 1972. Stało się tak wbrew spekulacjom, jakoby po Talasie nowym ministrem obrony miał zostać polityk cywilny.
Zdecydowanie odrzucał oskarżenia pod adresem Syrii o wspieranie terroryzmu. Zarzucał Stanom Zjednoczonym, iż fałszywie twierdzą, jakoby Syria przyczyniała się do eskalacji ataków na siły amerykańskie w Iraku po obaleniu rządów Saddama Husajna.
W 2009 gen. Turkumani odszedł z ministerstwa obrony i został zastępcą wiceprezydenta, pozostając w rządzie. Był jednym z najważniejszych doradców prezydenta Baszszara al-Asada w sprawach wojskowych. Według niepotwierdzonych do końca doniesień właśnie on kierował komitetem odpowiedzialnym za wykorzystanie wojska w tłumieniu powstania przeciwko al-Asadowi w 2011.
Zginął w zamachu na budynek sił bezpieczeństwa w Damaszku 18 lipca 2012. Razem z nim śmierć ponieśli wiceminister obrony Asif Szaukat, minister obrony gen. Dawud Radżiha oraz kierujący Biurem Bezpieczeństwa Narodowego Regionalnego Kierownictwa Partii Baas Hiszam Ichtijar. Do ataku przyznała się Liwa al-Islam, jedno z walczących przeciwko al-Asadowi ugrupowań radykalnie muzułmańskich. Razem z pozostałymi ofiarami zamachu został pochowany w Grobie Nieznanego Żołnierza w Damaszku.